# GW-trends
GW-trends (Eigenschreibweise: GW-trends) ist eine Zeitschrift für das Gebrauchtwagengeschäft. Das Fachmagazin beschäftigt sich mit der Fahrzeugaufbereitung, mit dem Ver- und Zukauf, mit Fragen des Marketings und der Organisation des Geschäftes. GW-trends wird vom Verlag Springer Automotive Media, einem Teil der Fachverlagsgruppe Springer Science+Business Media, herausgegeben und erschien bis dahin (Juli 2008) in einer Auflage von 14.000 Exemplaren. Seit 2012 wird das Magazin als eigenständige Beilage in AUTOHAUS beigelegt. Die verantwortliche Redakteurin ist Johanna Auguste Koch.
Zusätzlich umfasst die Marke einen Onlinedienst und einen wöchentlichen Newsletter.